# Editorial Les Hores
Editorial Les Hores és un segell editorial català creat el 2016. El seu objectiu principal és publicar novel·les en català que "parlin dels sentiments, les relacions entre les persones i els diversos mons interiors".